# Stainland and District
Stainland and District är en civil parish i distriktet Calderdale, i grevskapet West Yorkshire, i England. Civil parish är belägen 6 km från Halifax. Det inkluderar Holywell Green, Jagger Green, Old Lindley, Sowood, Sowood Green och Stainland. Civil parishen inrättades år 2017.